# Моя кохана Діла
«Моя кохана Діла» (тур. Dila Hanım) — турецька романтична драма, створена Gold Film. Прем'єра відбулася 14 вересня 2012 року. В Україні прем'єра відбулася 5 травня 2015 року на 1+1.

## Сюжет
Молоді люди одружилися з великої любові, але їм не судилося прожити разом довге і щасливе життя. Під час сварки з сусідами через оборудки із землею Іхсан був смертельно поранений. Діла дуже важко переживала втрату коханого чоловіка і присягнулася обов'язково помститися за його смерть.
Згодом Діла знайомиться з Ризою, але навіть і не підозрює, що саме він є вбивцею її покійного чоловіка. З кожним днем Риза і Діла закохуються один в одного все сильніше. Риза страждає, він не знає, як розповісти коханій, що саме він убив Іхсана. Як розвертатимуться події далі?

## Актори
- Еркан Петеккая — Риза Селамоглу
- Хатідже Шенділь — Діла Баразоглу
- Махір Гюнширай — Сельчук
- Хюлія Дарджан — Меліке Селамоглу
- Неджип Мемілі — Азер Баразоглу
- Йонджа Джевхер — Султан Баразоглу
- Емре Мелмез — Кадір
- Горкем Мерцоз — Суат

## Український дубляж
Українською мовою серіал дубльовано студією «1+1» у 2015 році.

## Сезони
| Сезон               | Епізоди | Перший показ    | Останій показ  | Мережа          |
| ------------------- | ------- | --------------- | -------------- | --------------- |
| Сезон 1 (2012-2013) | 1-35    | 14 вересня 2012 | 14 червня 2013 | Star TV Show TV |
| Сезон 2 (2013-2014) | 36-62   | 20 вересня 2013 | 25 квітня 2014 | Star TV Show TV |

## Трансляція в Україні
- Вперше серіал транслювався з 5 травня по 19 червня 2015 року на телеканалі 1+1, у будні о 17:10 по дві серії. Трансляцію серіалу було зупинено.

## Нагороди
| Нагороди | Нагороди                  | Нагороди           | Нагороди        | Нагороди  |
| Рік      | Премія                    | Категорія          | Номінант        | Результат |
| -------- | ------------------------- | ------------------ | --------------- | --------- |
| 2013 рік | Ayaklı Gazete TV Ödülleri | Найкраща адаптація | Моя кохана Діла | Перемога  |